# Lista amerykańskich senatorów ze stanu Delaware
Niniejszy artykuł zawiera chronologiczną listę senatorów USA pochodzących z Delaware.

## Senatorzy I klasy
| Lp. | Kadencja: Kongres                                                                           | Zdjęcie          | Imię i nazwisko        | Data urodzenia i data śmierci          | Czas sprawowania urzędu            | Partia                             | Miejsce zamieszkania Zawód                |
| --- | ------------------------------------------------------------------------------------------- | ---------------- | ---------------------- | -------------------------------------- | ---------------------------------- | ---------------------------------- | ----------------------------------------- |
| 1   | 1:1. 2:2.                                                                                   |                  | George Read            | 18 września 1733– 21 września 1798     | 4 marca 1789– 18 września 1793     | bezpartyjny                        | Hrabstwo New Castle, New Castleprawnik    |
|     | 2:3.                                                                                        |                  | wakat                  |                                        | 18 września 1793– 7 lutego 1795    |                                    |                                           |
| 2   | 2:3., 4. 3:5., 6.                                                                           |                  | Henry Latimer          | 19 marca 1734– 24 czerwca 1817         | 7 lutego 1795– 28 lutego 1801      | Partia Federalistyczna             | Hrabstwo Newport, New Castleprawnik       |
| 3   | 3:6., 7. 4:8., 9., 10. 5:11.                                                                |                  | Samuel White           | 5 marca 1777– 9 czerwca 1842           | 28 lutego 1801– 4 listopada 1809   | Partia Federalistyczna             | Hrabstwo Wilmington, New Castleprawnik    |
|     | 5:11.                                                                                       |                  | wakat                  |                                        | 4 listopada 1809– 12 stycznia 1810 |                                    |                                           |
| 4   | 5:11., 12., 13. 6:14., 15., 16.                                                             |                  | Outerbridge Horsey     | 5 marca 1777– 9 czerwca 1842           | 12 stycznia 1810– 3 marca 1821     | Partia Federalistyczna             | Hrabstwo Wilmington, New Castleprawnik    |
|     | 7:17.                                                                                       |                  | wakat                  |                                        | 4 marca 1821– 23 stycznia 1822     |                                    |                                           |
| 5   | 7:17.                                                                                       |                  | Caesar Augustus Rodney | 4 stycznia 1772– 10 czerwca 1824       | 24 stycznia 1822– 29 stycznia 1823 | Partia Demokratyczno-Republikańska | Hrabstwo Wilmington, New Castleprawnik    |
|     | 7:17., 18.                                                                                  |                  | wakat                  |                                        | 29 stycznia 1823– 8 stycznia 1824  |                                    |                                           |
| 6   | 7:18., 19.                                                                                  |                  | Thomas Clayton         | 1 lipca 1777– 21 sierpnia 1854         | 8 stycznia 1824– 3 marca 1827      | Partia Federalistyczna             | Hrabstwo Dover, Kentprawnik               |
| 7   | 8:20., 21.                                                                                  |                  | Louis McLane           | 28 maja 1786– 7 października 1857      | 4 marca 1827– 16 kwietnia 1829     | Partia Demokratyczna               | Hrabstwo Wilmington, New Castleprawnik    |
|     | 8:21.                                                                                       |                  | wakat                  |                                        | 16 kwietnia 1829– 7 stycznia 1830  |                                    |                                           |
| 8   | 8:21., 22. 9:23., 24.                                                                       |                  | Arnold S. Naudain      | 6 stycznia 1790– 4 stycznia 1872       | 7 stycznia 1830– 16 czerwca 1836   | Partia Wigów                       | Hrabstwo Odessa, New Castlefizyk          |
| 9   | 9:24., 25.                                                                                  |                  | Richard H. Bayard      | 26 września 1796– 4 marca 1868         | 17 czerwca 1836– 19 września 1839  | Partia Wigów                       | Hrabstwo Wilmington, New Castleprawnik    |
|     | 10:26.                                                                                      |                  | wakat                  |                                        | 19 września 1839– 11 stycznia 1841 |                                    |                                           |
| 10  | 10:26., 27., 28.                                                                            |                  | Richard H. Bayard      | 26 września 1796– 4 marca 1868         | 12 stycznia 1841– 3 marca 1845     | Partia Wigów                       | Hrabstwo Wilmington, New Castleprawnik    |
| 11  | 11:29., 30.                                                                                 |                  | John M. Clayton        | 24 lipca 1796– 9 listopada 1856        | 4 marca 1845– 23 lutego 1849       | Partia Wigów                       | Hrabstwo New Castle, New Castleprawnik    |
| 12  | 11:30., 31.                                                                                 |                  | John Wales             | 31 lipca 1783– 3 grudnia 1863          | 23 lutego 1849– 3 marca 1851       | Partia Wigów                       | Hrabstwo Wilmington, New Castleprawnik    |
| 13  | 12:32., 33., 34. 13:35., 36., 37. 14:38.                                                    |                  | James A. Bayard        | 15 listopada 1799– 13 czerwca 1880     | 4 marca 1851– 29 stycznia 1864     | Partia Demokratyczna               | Hrabstwo Wilmington, New Castleprawnik    |
| 14  | 14:38., 39., 40.                                                                            |                  | George R. Riddle       | 1817– 29 marca 1867                    | 29 stycznia 1864– 29 marca 1867    | Partia Demokratyczna               | Hrabstwo Wilmington, New Castleprawnik    |
| 15  | 14:40.                                                                                      |                  | James A. Bayard        | 15 listopada 1799– 13 czerwca 1880     | 5 kwietnia 1867– 3 marca 1869      | Partia Demokratyczna               | Hrabstwo Wilmington, New Castleprawnik    |
| 16  | 15:41., 42., 43. 16:44., 45., 46. 17:47., 48., 49.                                          | Thomas F. Bayard | Thomas F. Bayard       | 29 października 1828– 29 września 1898 | 4 marca 1869– 6 marca 1885         | Partia Demokratyczna               | Hrabstwo Wilmington, New Castleprawnik    |
| 17  | 17:49. 18:50., 51., 52. 19:53., 54., 55.                                                    |                  | George Gray            | 4 maja 1840– 7 sierpnia 1925           | 18 marca 1885– 3 marca 1899        | Partia Demokratyczna               | Hrabstwo New Castle, New Castleprawnik    |
|     | 20:56., 57.                                                                                 |                  | wakat                  |                                        | 4 marca 1899– 1 marca 1903         |                                    |                                           |
| 18  | 20:57., 58.                                                                                 |                  | L. Heisler Ball        | 21 września 1861– 18 października 1932 | 2 marca 1903– 3 marca 1905         | Partia Republikańska               | Mill Creek Hundred, New Castlefizyk       |
|     | 21:59.                                                                                      |                  | wakat                  |                                        | 4 marca 1905– 12 czerwca 1906      |                                    |                                           |
| 19  | 21:59., 60., 61. 22:62., 63., 64.                                                           |                  | Henry A. du Pont       | 30 lipca 1838– 31 grudnia 1926         | 13 czerwca 1906– 3 marca 1917      | Partia Republikańska               | Winterthur, New Castleżołnierz            |
| 20  | 23:65., 66., 67.                                                                            |                  | Josiah O. Wolcott      | 30 lipca 1838– 31 grudnia 1926         | 4 marca 1917– 2 lipca 1921         | Partia Demokratyczna               | Hrabstwo Dover, Kentprawnik               |
| 21  | 23:67.                                                                                      |                  | T. Coleman du Pont     | 11 grudnia 1863– 11 listopada 1930     | 7 lipca 1921– 6 listopada 1922     | Partia Republikańska               | Hrabstwo Greenville, New Castlebiznesmen  |
| 22  | 23:67. 24:68., 69., 70.                                                                     |                  | Thomas F. Bayard       | 4 czerwca 1868– 12 lipca 1942          | 7 listopada 1922– 3 marca 1929     | Partia Demokratyczna               | Hrabstwo Wilmington, New Castleprawnik    |
| 23  | 25:71., 72., 73. 26:74., 75., 76.                                                           |                  | John G. Townsend       | 31 maja 1871– 10 kwietnia 1964         | 4 marca 1929– 3 stycznia 1941      | Partia Republikańska               | Hrabstwo Selbyville, Sussexbiznesmen      |
| 24  | 27:77., 78., 79.                                                                            |                  | James M. Tunnell       | 2 sierpnia 1879– 14 listopada 1957     | 3 stycznia 1941– 3 stycznia 1947   | Partia Demokratyczna               | Hrabstwo Georgetown, Sussexprawnik        |
| 25  | 28:80., 81., 82. 29:83., 84., 85. 30:86., 87., 88. 31:89., 90., 91.                         |                  | John J. Williams       | 17 maja 1904– 11 stycznia 1988         | 3 stycznia 1947– 31 grudnia 1970   | Partia Republikańska               | Hrabstwo Millsboro, Sussexbiznesmen       |
| 26  | 32:92., 93., 94. 33:95., 96., 97. 34:98., 99., 100. 35:101., 102., 103. 36:104., 105., 106. |                  | William V. Roth Jr.    | 22 lipca 1921– 13 grudnia 2003         | 1 stycznia 1971– 3 stycznia 2001   | Partia Republikańska               | Hrabstwo Wilmington, New Castleprawnik    |
| 24  | 37:107., 108., 109. 38:110. (111.)                                                          |                  | Thomas R. Carper       | ur. 23 stycznia 1947                   | od 3 stycznia 2001                 | Partia Demokratyczna               | Hrabstwo Wilmington, New Castleekonomista |

## Senatorzy II klasy
| Lp. | Kadencja: Kongres | Zdjęcie           | Imię i nazwisko     | Data urodzenia i data śmierci          | Czas sprawowania urzędu             | Partia                 | Miejsce zamieszkania Zawód                                 |
| --- | --- | ----------------- | ------------------- | -------------------------------------- | ----------------------------------- | ---------------------- | ---------------------------------------------------------- |
| 1   | 1:1., 2. |                   | Richard Bassett     | 2 kwietnia 1745– 15 sierpnia 1815      | 4 marca 1789– 3 marca 1793          | bezpartyjny            | Hrabstwo Dover, Kentprawnik                                |
| 2   | 2:3., 4., 5. |                   | John M. Vining      | 23 grudnia 1758– 1 lutego 1802         | 4 marca 1793– 19 stycznia 1798      | Partia Federalistyczna | Hrabstwo Dover, Kentprawnik                                |
| 3   | 2:5. |                   | Joshua Clayton      | 20 lipca 1744– 11 sierpnia 1798        | 19 stycznia 1798– 11 sierpnia 1798  | Partia Federalistyczna | Hrabstwo New Castleprawnik                                 |
|     | 2:5. |                   | wakat               |                                        | 11 sierpnia 1798– 17 stycznia 1799  |                        |                                                            |
| 4   | 2:5. 3:6., 7., 8. |                   | William H. Wells    | 7 stycznia 1769– 11 marca 1829         | 17 stycznia 1799– 6 listopada 1804  | Partia Federalistyczna | Hrabstwo Wilmington, New Castleprawnik                     |
| 5   | 3:8. 4:9., 10., 11. 5:12.                                                                                                |                   | James A. Bayard     | 28 lipca 1767– 6 sierpnia 1815         | 13 listopada 1804– 3 marca 1813     | Partia Federalistyczna | Hrabstwo Dagsboro, Sussexprawnik                           |
| 6   | 5:13., 14. |                   | William H. Wells    | 7 stycznia 1769– 11 marca 1829         | 21 maja 1813– 3 marca 1817          | Partia Federalistyczna | Hrabstwo Wilmington, New Castleprawnik                     |
| 7   | 6:15., 16., 17. 7:18., 19.                                                                                               |                   | Nicholas Van Dyke   | 8 grudnia 1770– 21 maja 1826           | 4 marca 1817– 21 maja 1826          | Partia Federalistyczna | Hrabstwo New Castle, New Castleprawnik                     |
| 8   | 7:19. |                   | Daniel Rodney       | 8 grudnia 1770– 21 maja 1826           | 8 listopada 1826– 12 stycznia 1827  | Narodowi Republikanie  | Hrabstwo Lewes, Sussexkupiec                               |
| 9   | 7:19., 20. |                   | Henry M. Ridgely    | 8 grudnia 1770– 21 maja 1826           | 12 stycznia 1827– 3 marca 1829      | Partia Demokratyczna   | Hrabstwo Dover, Kentkupiec                                 |
| 10  | 8:21., 22., 23. 9:24. |                   | John M. Clayton     | 24 lipca 1796– 9 listopada 1856        | 4 marca 1829– 29 grudnia 1836       | Partia Wigów           | Hrabstwo Dover, Kentprawnik                                |
| 11  | 9:24., 25., 26. 10:27., 28., 29.                                                                                         |                   | Thomas Clayton      | Lipiec 1777– 21 sierpnia 1854          | 9 stycznia 1837– 3 marca 1847       | Partia Wigów           | Hrabstwo Dover, Kentprawnik                                |
| 12  | 11:30., 31., 32. |                   | Presley Spruance    | 11 września 1785– 13 lutego 1863       | 4 marca 1847– 3 marca 1853          | Partia Wigów           | Hrabstwo Smyrna, Kentprawnik                               |
| 13  | 12:33., 34. |                   | John M. Clayton     | 24 lipca 1796– 9 listopada 1856        | 4 marca 1853– 9 listopada 1856      | Partia Wigów           | Hrabstwo New Castleprawnik                                 |
| 14  | 12:34. |                   | Joseph P. Comegys   | 23 grudnia 1813– 1 lutego 1893         | 19 listopada 1856– 14 stycznia 1857 | Partia Wigów           | Hrabstwo Dover, Kentprawnik                                |
| 15  | 12:34., 35. |                   | Martin W. Bates     | 24 lutego 1786– 1 stycznia 1869        | 14 stycznia 1857– 3 marca 1859      | Partia Demokratyczna   | Hrabstwo Dover, Kentprawnik                                |
| 16  | 13:36., 37., 38. 14:39., 40., 41.                                                                                        | Willard Saulsbury | Willard Saulsbury   | 2 czerwca 1820– 6 kwietnia 1892        | 4 marca 1859– 3 marca 1871          | Partia Demokratyczna   | Hrabstwo Georgetown, Sussexprawnik                         |
| 17  | 15:42., 43., 44. 16:45., 46., 47. 17:48., 49., 50.                                                                       |                   | Eli M. Saulsbury    | 29 grudnia 1817– 22 marca 1893         | 4 marca 1871– 3 marca 1889          | Partia Demokratyczna   | Hrabstwo Dover, Kentprawnik                                |
| 18  | 18:51., 52., 53. |                   | Anthony C. Higgins  | 1 października 1840– 26 czerwca 1912   | 4 marca 1889– 3 marca 1895          | Partia Republikańska   | Hrabstwo Wilmington, New Castleprawnik                     |
|     | 19:54. |                   | wakat               |                                        | 4 marca 1895– 19 stycznia 1897      |                        |                                                            |
| 19  | 19:55., 56. |                   | Richard R. Kenney   | 9 września 1856– 14 sierpnia 1931      | 19 stycznia 1897– 3 marca 1901      | Partia Demokratyczna   | Hrabstwo Dover, Kentprawnik                                |
|     | 20:57. |                   | wakat               |                                        | 4 marca 1901– 2 marca 1903          |                        |                                                            |
| 20  | 20:58., 59. |                   | J. Frank Allee      | 2 grudnia 1857– 12 października 1938   | 2 marca 1903– 3 marca 1907          | Partia Republikańska   | Hrabstwo Dover, Kentkupiec                                 |
| 21  | 21:60., 61., 62. |                   | Harry A. Richardson | 1 stycznia 1853– 16 czerwca 1928       | 4 marca 1907– 3 marca 1913          | Partia Republikańska   | Hrabstwo Dover, Kentbiznesmen                              |
| 22  | 22:63., 64., 65. |                   | Willard Saulsbury   | 1 stycznia 1853– 16 czerwca 1928       | 4 marca 1913– 3 marca 1919          | Partia Demokratyczna   | Hrabstwo Wilmington, New Castleprawnik                     |
| 23  | 23:66., 67., 68. |                   | L. Heisler Ball     | 21 września 1861– 18 października 1932 | 4 marca 1919– 3 marca 1925          | Partia Republikańska   | Hrabstwo New Castlefizyk                                   |
| 24  | 24:69., 70. |                   | T. Coleman du Pont  | 11 grudnia 1863– 11 listopada 1930     | 4 marca 1925– 8 grudnia 1928        | Partia Republikańska   | Hrabstwo New Castlebiznesmen                               |
| 25  | 25:70., 71. 25:72., 73., 74.                                                                                             |                   | Daniel O. Hastings  | 5 marca 1874– 9 maja 1966              | 10 grudnia 1928– 3 stycznia 1937    | Partia Republikańska   | Hrabstwo Wilmington, New Castleprawnik                     |
| 26  | 26:75., 76., 77. |                   | James H. Hughes     | 14 stycznia 1867– 29 sierpnia 1953     | 3 stycznia 1937– 3 stycznia 1943    | Partia Demokratyczna   | Hrabstwo Dover, Kentprawnik                                |
| 27  | 27:78., 79., 80. |                   | C. Douglass Buck    | 21 marca 1890– 27 stycznia 1965        | 3 stycznia 1943– 3 stycznia 1949    | Partia Republikańska   | Hrabstwo New Castleinżynier                                |
| 28  | 28:81., 82., 83. 29:84., 85., 86.                                                                                        |                   | J. Allen Frear      | 7 marca 1903– 15 stycznia 1993         | 3 stycznia 1949– 3 stycznia 1961    | Partia Demokratyczna   | Hrabstwo Dover, Kentbiznesmen                              |
| 29  | 30:87., 88., 89. 31:90., 91., 92.                                                                                        |                   | J. Caleb Boggs      | 15 maja 1909– 26 marca 1993            | 3 stycznia 1961– 3 stycznia 1973    | Partia Republikańska   | Hrabstwo Cheswold, Kentprawnik                             |
| 30  | 32:93., 94., 95. 33:96., 97., 98. 34:99., 100., 101. 35:102., 103., 104. 36:105., 106., 107. 37:108., 109., 110. 38:111. | Joe Biden         | Joseph R. Biden     | ur. 20 listopada 1942                  | 3 stycznia 1973– 15 stycznia 2009   | Partia Demokratyczna   | Hrabstwo Wilmington, New Castleprawnik                     |
| 31  | 38:111. |                   | Ted Kaufman         | 1939–                                  | od 16 stycznia 2009                 | Partia Demokratyczna   | Hrabstwo Wilmington, New Castleprawnik, doradca polityczny |